# Leopold von Ranke
Leopold von Ranke (født 21. december 1795 i Wiehe (Unstrut), Tyskland, død 23. maj 1886 i Berlin) var en af de største tyske historikere fra det 19. århundrede, og anses ofte som grundlæggeren af videnskabelig historieforskning. Han har præget meget af senere historieskrivning og introducerede ideer, så som at basere sig på primærkilder, vægt på beskrivende historieskildring "som det faktisk var" (wie es eigentlich gewesen ist) og var særlig interesseret i udenrigspolitik.
Ranke var også grandonkel til den britiske digter Robert Graves.

Ranke regnes med sit værk Zur Kritik neuerer Geschichtsschreiber fra 1824 som kildekritikkens foregangsmand og indledte en epoke hvor ambitionen om en historisk objektivitet blev det primære mål. 

Denne kritik var et tillæg til Rankes første trykte arbejde Geschichten der romanischen und germanischen Völker hvorfra der næsten altid – når Ranke omtales – citeres følgende stump bloß sagen, wie es eigentlich gewesen. 

Lidt fyldigere citeret:

"... Man hat der Historie das Amt, die Vergangenheit zu richten, die Mitwelt zum Nutzen zukünftiger Jahre zu belehren, beigemessen; so hoher Ämter unterwindet sich gegenwärtiger Versuch nicht: er will bloß sagen, wie es eigentlich gewesen. ..."

"... Man har tildelt historien den opgave at dømme fortiden, at belære samtiden til nytte for fremtiden: så højt drister nærværende forsøg sig ikke: det vil blot vise, hvordan det egentlig har været. ..." 

Zur Kritik neuerer Geschichtsschreiber som redegjorde for Rankes opfattelse af kildematerialet, blev for en hel generation af historikere eller mere til mønstereksemplet på hvordan materialet burde undersøges, og er vel en af de mest indflydelsesrige bøger for historiefaget inden for den vesteuropæiske kulturkreds. 

## Liv, studier, uddannelse
Ranke blev født i Wiehe, dengang en del af kongeriget Preussen, nu i Unstrut i Thüringen.
Han fik undervisning i hjemmet og på gymnasiet i Schulpforta, hvor han kom til at holde meget af græsk, latin og den lutherske kirke, og påbegyndte i 1814 studier i klassisk filologi og teologi i Leipzig. Som student var han ikke meget interesseret i moderne historie, da han betragtede historiebøger som en samling fakta stukket  sammen af moderne historikere.
Derimod var hans yndlingsforfattere Thukydid, Titus Livius, Dionysios af Halikarnassos, Goethe, Barthold Georg Niebuhr, Kant, J.G. Fichte, Schelling og Friedrich Schlegel. 
1814-1818 studerede Ranke teologi og filosofi i Leipzig. Derefter var han gymnasielærer i Frankfurt an der Oder indtil 1825; i denne periode udviklede han en interesse for historie dels fordi han ville deltage i udviklingen af et mere professionaliseret historiestudium, dels fordi han gerne ville finde  Guds spor gennem historien 
De to i begyndelsen nævnte arbejder fra 1824 skaffede ham et professorat i historie ved universitetet i Berlin – grundlagt 1810 af Wilhelm von Humboldt og på dette tidspunkt centrum for tysk åndsliv med blandt andre filosoffen Hegel, retsteoretikeren Friedrich Carl von Savigny og teologen Friedrich Schleiermacher. Her måtte han skærpe sin argumentation, da han ikke mente at spekulation kunne være vejen til erkendelse i historien. 

## Historiesyn
Det historiesyn von Ranke repræsenterede – historismen – var i modsætning til Hegels historiesyn ikke-spekulativt. Det lagde vægten på en filologisk kildekritik og betonede epokernes og begivenhedernes individuelle karakter (das Einmalige). Fortiden skulle forstås på dens egne præmisser; den historiske rekonstruktion af fortiden var historievidenskabens egentlige og væsentligste opgave. Det drejer sig ikke om at dømme om historien, eller om at lede menneskeheden ind i fremtiden, men om at fastslå hvad der faktisk skete dengang i fortiden, wie es eigentlich gewesen
Hvor tilhængerne af den hegelske spekulative idealisme fokuserede på Åndens selvudvikling, lagde Ranke og den historiske skole vægten på de enkeltstående begivenheder, das Einmalige   "... das Uebrige Gott befohlen", Gud tager sig af resten, helheden. 

For de tyske idealister var Gud identisk med fornuften og på den måde også til syvende og sidst gennemskuelig. For Ranke var Gud i høj grad en realitet, men Han er skjult – Deus absconditus – og ikke til at genfinde i menneskenes verden. Gud har en plan med verden; en plan der imidlertid kun lader sig ane. Mennesket kan erkende de løsrevne fænomener med sikkerhed, hvorimod Gud kan overskue det hele – ja styrer det hele. 

## Store værker
- Geschichte der romanischen und germanischen Völker von 1494 bis 1514 (1824)
- Fürsten und Völker von Süd-Europa im sechzehnten und siebzehnten Jahrhundert
- Die römischen Päpste in den letzen vier Jahrhunderten, (1834-1836)
- Deutsche Geschichte im Zeitalter der Reformation (1845-1847)
- Neun Bücher preussischer Geschichte (1847-1848)
- Französische Geschichte, vornehmlich im sechzehnten und siebzehnten Jahrhundert (1852-1861)
- Englische Geschichte, vornehmlich im sechzehnten und siebzehnten Jahrhundert (1859-1869)
- Die deutschen Mächte und der Fürstenbund (1871-1872)
- Ursprung und Beginn der Revolutionskriege 1791 und 1792 (1875)
- Hardenberg und die Geschichte des preussischen Staates von 1793 bis 1813 (1877)